# Kamień milowy (zarządzanie projektem)
Kamień milowy (ang. milestone) – w zarządzaniu projektami, ważne zdarzenie w harmonogramie o czasie trwania 0, które podsumowuje określony zestaw zadań bądź daną fazę projektu.
Oznacza on jednocześnie pewne istotne, jednorazowe zdarzenie, które można w jednoznaczny sposób określić. Może to być: podpisanie dokumentu, otrzymanie wyniku, ważne spotkanie, zatwierdzenie pracy etc.
Zazwyczaj wystąpienie kamienia milowego wiąże się z dalszymi decyzjami odnośnie do rozwoju projektu.
Wyróżnia się kamienie milowe techniczne i zarządcze. Techniczne związane są z ograniczeniami i wymaganiami merytorycznymi, np. zadanie „wznoszenie ścian” rozpocznie się po kamieniu milowym „gotowe fundamenty”. Natomiast zarządcze wynikają z decyzji menadżerskich, np. kamień milowy „rozpoczęcie pilotażu produktu” może być wstawiony na żądanie prezesa firmy.
Na wykresie Gantta kamienie milowe oznaczamy punktem (najczęściej jest to kwadrat obrócony o 45°).